# Nationaal park Nordenskiöldland
Nationaal park Nordenskiöldland (Noors: Nordenskiöld Land nasjonalpark) is een nationaal park op Spitsbergen in Noorwegen. Het park werd opgericht in 2003 en is 1362 vierkante kilometer groot. Het landschap bestaat uit het grootste ijsvrije dal van Spitsbergen (Reindalen), spitse bergtoppen en gletsjers. Op de kustkliffen (Nordenskiöldkust, Ingeborgfjellet) komen veel vogels voor, waaronder alk, drieteenmeeuw en Noordse stormvogel. In het park leeft ijsbeer, rendier, poolvos.
In 2021 ging het op in het grotere Nationaal park Van Mijenfjord.
Het park ligt op het eiland Spitsbergen in het gebied Nordenskiöldland.